# Spensové z Boodenu

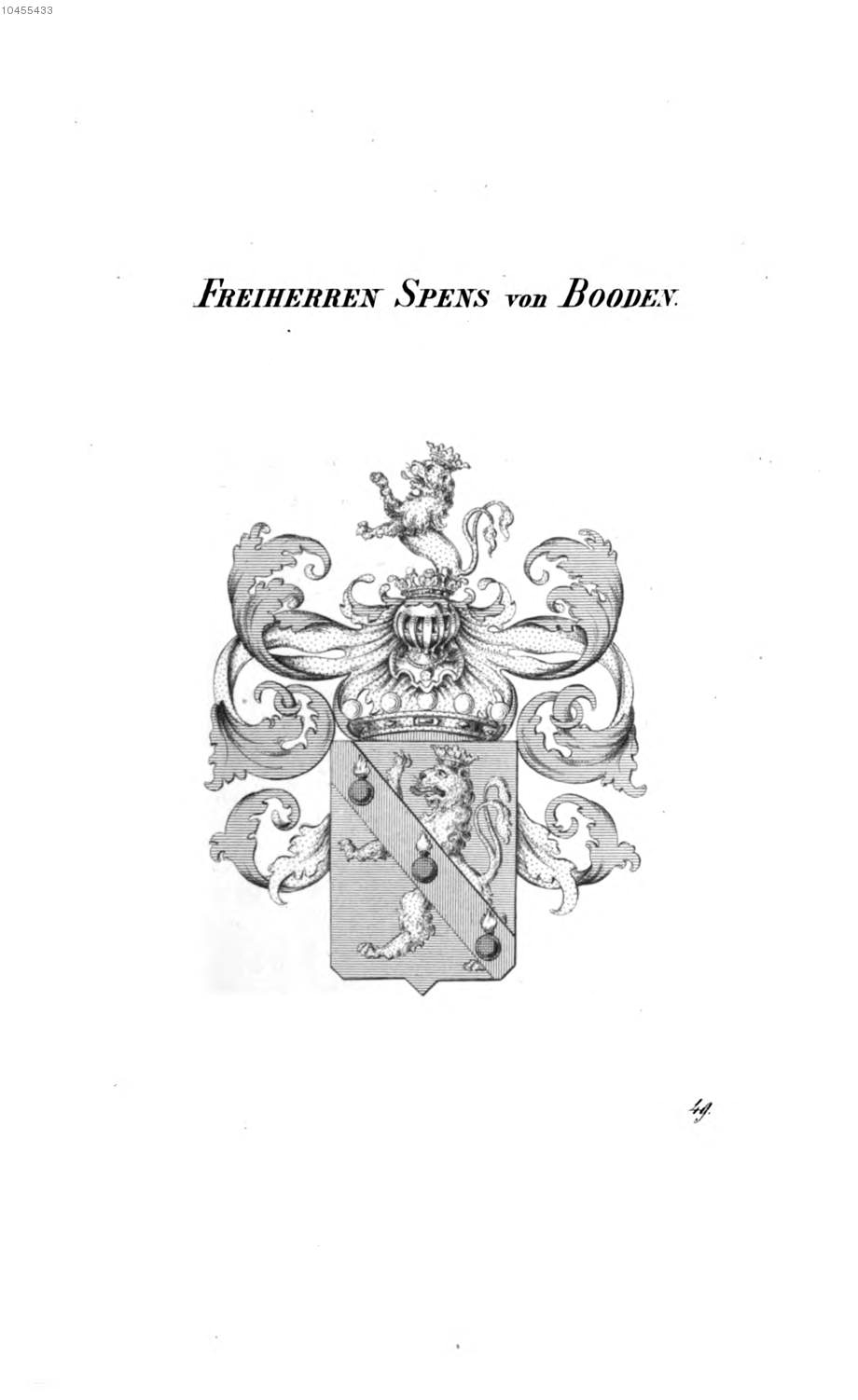
erb Spensů z Boodenu

Spensové z Boodenu (v německé variantě Spens von Booden) byli původně šlechtická rodina pocházející ze Skotska, která se objevuje v Rakousku v polovině 17. století.

## Historie
V roce 1781 jim byl potvrzen stav českých svobodných pánů a krátce na to se tato rodina usadila ve Slezsku, kde v roce 1816 získala v dědictví statek Ropice u Českého Těšína společně s příslušejícím zámkem. Poté se rozdělila na dvě linie. Významným příslušníkem z první větve byl baron Alois Spens z Boodenu (1835–1919), který působil jako moravský místodržící a ministr spravedlnosti předlitavské vlády. V ní prosazoval demontáž Badeniho jazykových nařízení, za což byl na české straně kritizován coby nepřítel českého jazyka. Jeho starší bratr Emanuel Spens z Boodenu (1831–1926) později odkázal statek svému adoptovanému synovci hraběti Hermanu Küenburg-Spensovi (1868–1942). Příbuzní z druhé větve rodu žili v Čechách např. ve Slaném.